# Éternoz-Vallée-du-Lison
Éternoz-Vallée-du-Lison is een fusiegemeente (commune nouvelle) in het Franse departement Doubs in de regio Bourgogne-Franche-Comté. De gemeente maakt deel uit van het arrondissement Besançon. De hoofdplaats van de gemeente is Éternoz.

## Geschiedenis
Éternoz-Vallée-du-Lison is op 1 januari 2025 ontstaan door de fusie van de gemeenten Éternoz en Saraz. De gemeente Éternoz was in 1973 gevormd door de fusie van de gemeenten Alaise, Coulans-sur-Lison, Doulaize en Refranche met de toenmalige gemeente Éternoz, waarbij deze gemeenten de status van commune associée kregen. Na de fusie van 2025 kregen de plaatsen, net als Saraz, de status van commune déléguée van de nieuwe gemeente.

## Plaatsen in de gemeente

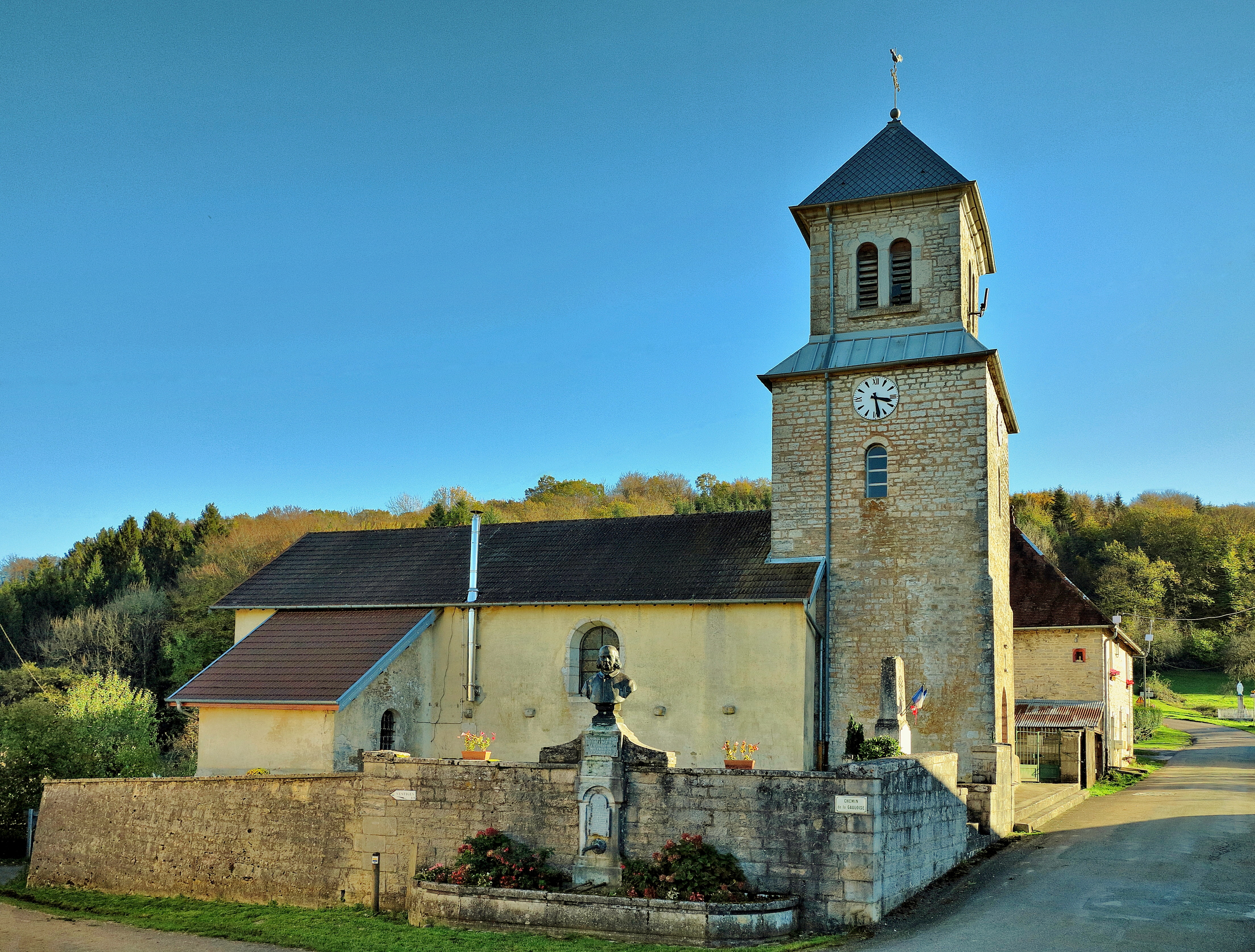
Alaise
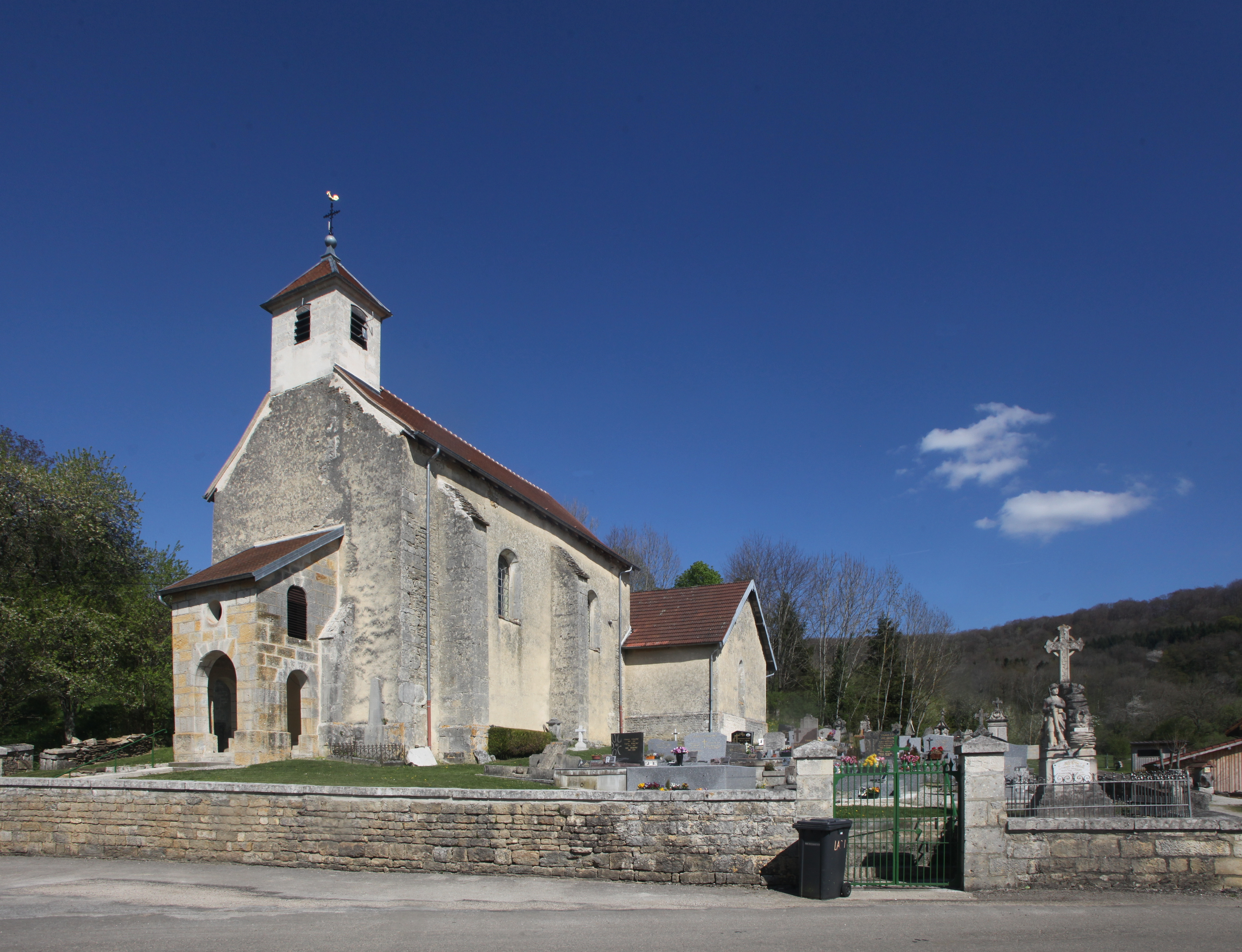
Coulans-sur-Lison
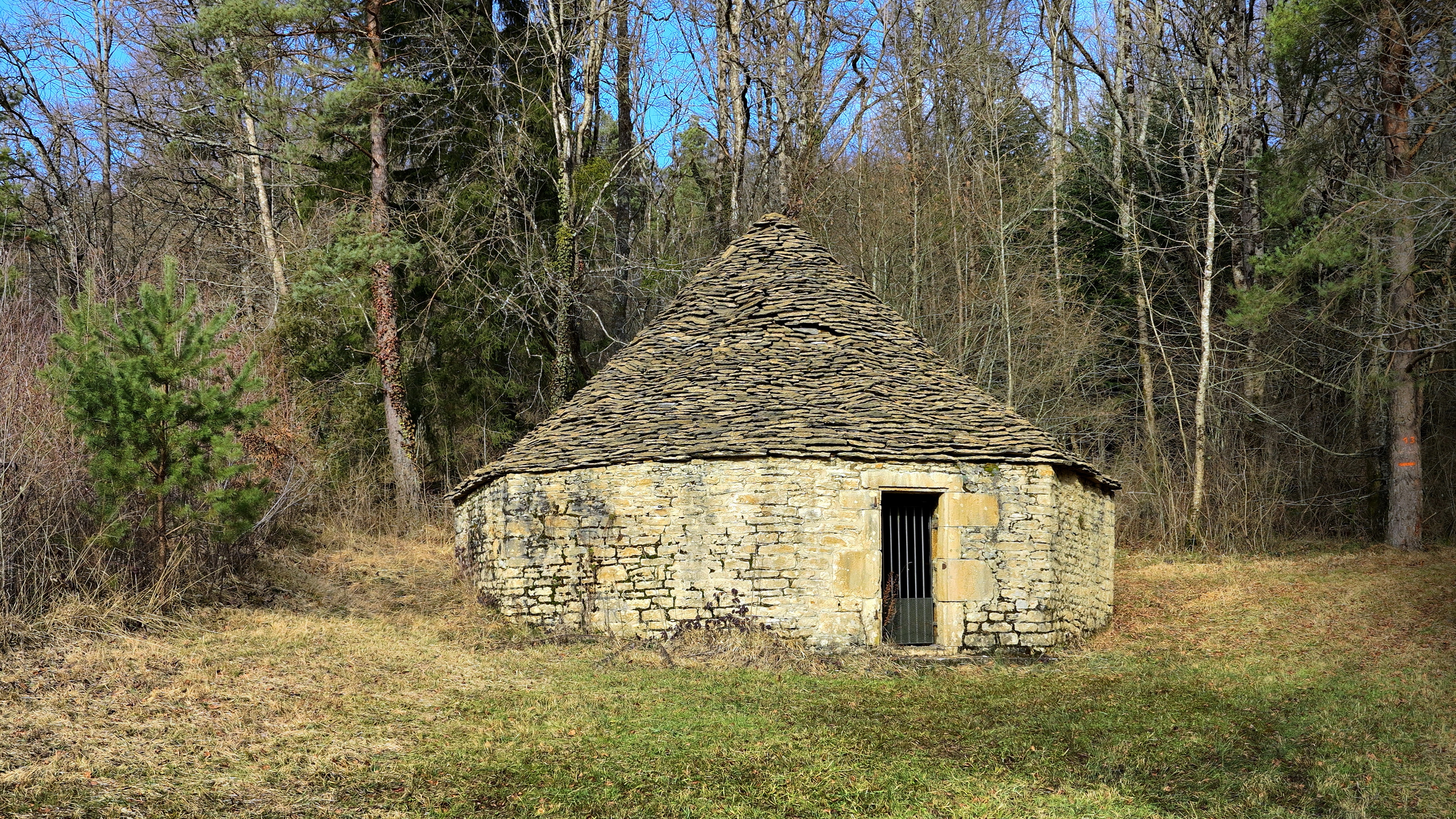
Doulaize
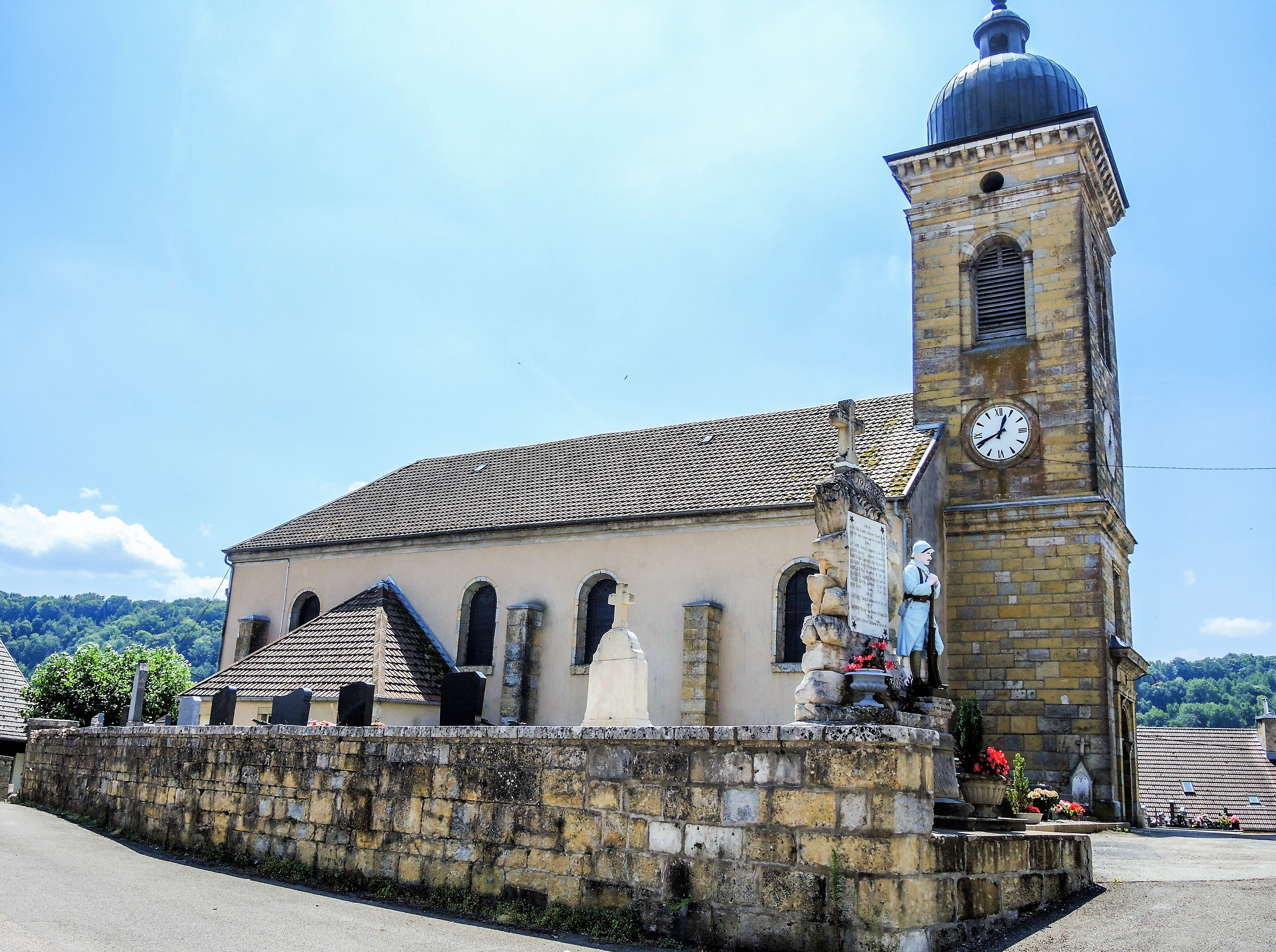
Éternoz
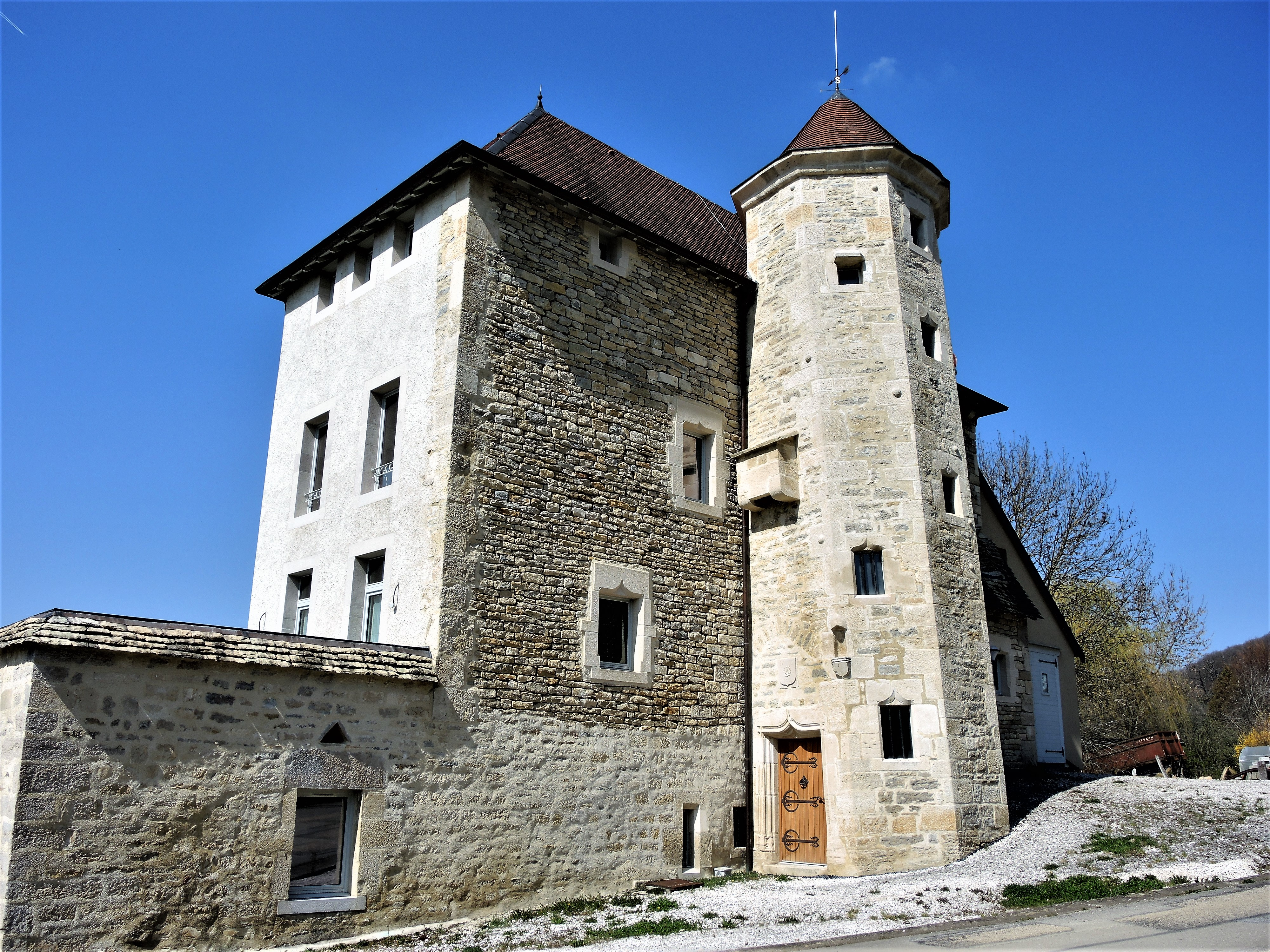
Refranche
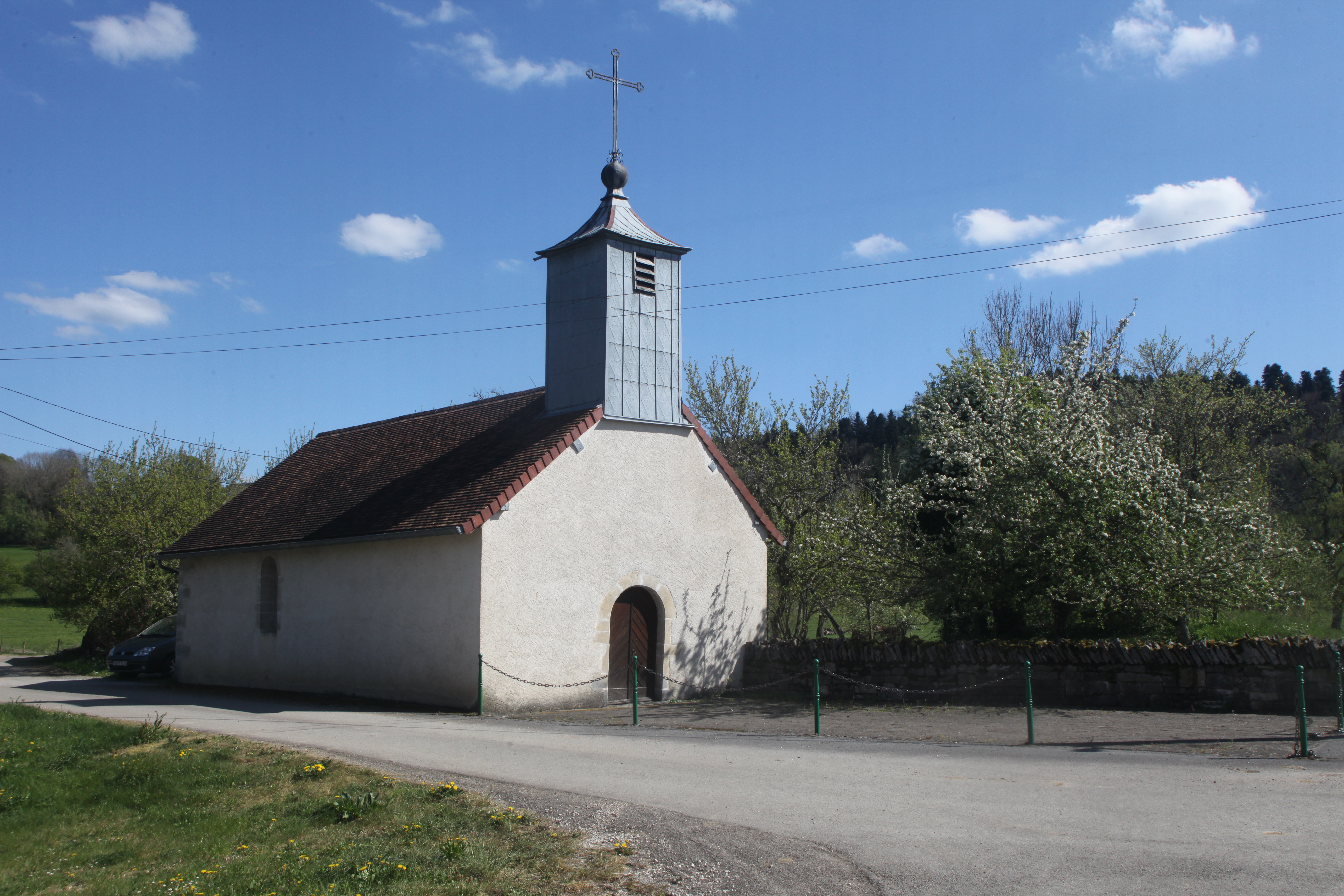
Saraz